# Westmount
Westmount es una ciudad de la aglomeración de Montreal, en la provincia canadiense del Quebec. Es una de las ciudades que conforman la Comunidad metropolitana de Montreal y a su vez, hace parte de la aglomeración de Montreal y de la región administrativa de Montreal. Su término municipal constituye un enclave de solo 4,02 km²  dentro de la ciudad de Montreal. Situada en el flanco oeste del monte Royal, Westmount se encuentra muy cerca del centro de Montreal.

## Historia
Los inicios del periodo colonial en Westmount datan de 1684, cuando el seminario de San Sulpicio, situado fuera de los límites territoriales de la actual ciudad de Westmount, empezó la ocupación de estas tierras. Desde esta época, el territorio de Westmount conoció diferentes nombres: Pierre Montagne, Notre-Dame-de-Grâce y Côte-Saint-Antoine. No fue hasta 1895 que se impuso la opción de Westmount, nombre que mostraba bien la situación geográfica de la localidad, en el flanco suroeste del monte Royal, así como la presencia de una numerosa población anglófona acomodada.
Durante el siglo XX, Westmount se convirtió en un barrio señorial de Montreal; una localidad de pequeñas dimensiones y densamente poblada conocida por sus espacios verdes y su calidad de vida. Su nombre permanece todavía hoy día asociado a la opulencia de la élite anglófona (en el pasado, un 80% de la población era de origen británico).

## Administración local
La comunidad de Westmount, que había sido un municipio independiente de Montreal desde 1874, cuando fue creado bajo el nombre de "Village de Notre-Dame-de-Grâce", pasó a ser un arrondissement (distrito) de la ciudad de Montreal el 1 de enero de 2002, como consecuencia de una ley de la Asamblea Nacional de Quebec. En esta fecha, entró en vigor la ley que establecía la fusión de todos los municipios situados en la isla de Montreal, así como de algunas islas adyacentes, que componían hasta entonces la Comunidad Urbana de Montreal, con la ciudad vieja.
Esta fusión, sin embargo, no fue bien recibida por la población de todos los nuevos distritos de Montreal, especialmente en el caso de aquellas comunidades de mayoría anglófona como Westmount. Posteriormente, con el acceso de los liberales al gobierno quebequés, se organizó un referéndum sobre la disgregación de los municipios fusionados. Esta consulta tuvo lugar el 20 de junio de 2004 en Westmount y en otros veintiún antiguos municipios. De éstos, quince (entre ellos Westmount) votaron a favor de volver a ser municipios independientes. Esta disgregación entró en vigor el 1 de enero de 2006.
Ahora bien, Westmount no ha recuperado todas las competencias de las que disponía antes de la fusión. Algunas competencias, llamadas competencias de aglomeración, son gestionadas por el Consejo de Aglomeración, formado por la ciudad de Montreal y los municipios disgregados.
Actualmente, la alcaldesa de Westmount es la independiente Karin Marks. La alcaldesa y los ocho consejeros municipales (uno por cada distrito en que se divide Westmount) forman el Consejo Municipal, el principal órgano director y decisorio de la ciudad.

## Población

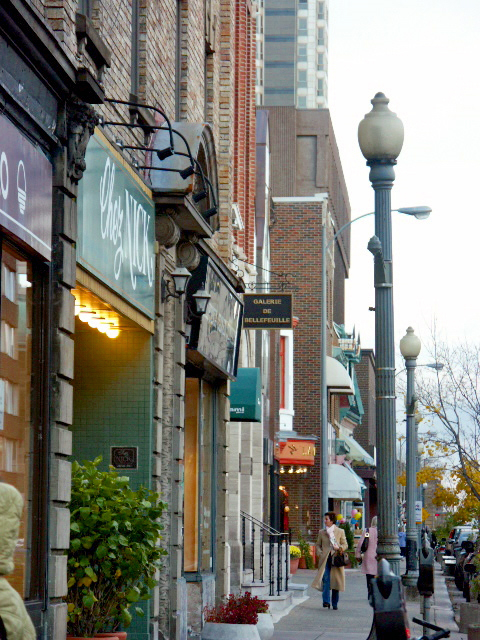
Avenue Greene, Westmount

Según el censo de 2001, la población de Westmount era de 19 727 habitantes. En el censo anterior, el de 1996, el número de habitantes de Westmount era de 20 420, lo que indica que entre 1996 y 2001 la población de este municipio se redujo en un 3,4%.
Esta tendencia, sin embargo, parece haberse roto, ya que según fuentes del Ayuntamiento de Westmount, citando datos del ministro de Asuntos municipales y de las Regiones del Quebec, la población del municipio, a fecha de 1 de enero de 2006, era de 20 003 habitantes.
Tradicionalmente, la comunidad de Westmount ha acogido a los anglófonos acomodados de la isla de Montreal, habiendo sido la comunidad más rica de todo Canadá; hoy día compite con la ciudad de West Vancouver, en la provincia de la Columbia Británica por este título. Con todo, actualmente en Westmount buena parte de familias son de clase media y media-alta de orígenes étnicos y lingüísticos diversos y que solo se corresponden parcialmente con el estereotipo.
Según los datos del censo de 2001, el inglés continúa siendo la lengua materna de la mayoría de los habitantes de Westmount.
| Lengua materna   | Porcentaje |
| ---------------- | ---------- |
| Inglés           | 54,13%     |
| Francés          | 21,31%     |
| Inglés y francés | 1,54%      |
| Otras lenguas    | 23,02%     |

Hay que destacar, sin embargo, que buena parte de los ciudadanos de esta localidad son bilingües, especialmente los francófonos, que a pesar de ser mayoría en el conjunto de la isla de Montreal son minoría en Westmount.
| Conocimiento de las lenguas oficiales | Porcentaje |
| ------------------------------------- | ---------- |
| Francés e inglés                      | 76,3%      |
| Solo inglés                           | 20,5%      |
| Solo francés                          | 3,1%       |
| Ni francés ni inglés                  | 0,2%       |